# Gerhard Baudy
Gerhard Baudy (Zweibrücken, 26 gennaio 1950) è un filologo classico tedesco.

## Biografia
Laureato in filologia classica e teologia, nel 1977 discute a Tubinga la dissertazione Exkommunikation und Reintegration: Zur Genese und Kulturfunktion frühgriechischer Einstellungen zum Tod (tedesco per: Scomunica e reinserimento: sulla genesi e sulla funzione culturale del modo di reagire alla morte dei greci in età arcaica).
Insegna presso l'Università di Costanza.